# Синклер, Джон, мастер Кейтнесс
Джон Синклер, мастер Кейтнесс (англ. John Sinclair, Master of Caithness; умер 15 марта 1576) — шотландский дворянин и глава клана Синклер, шотландского клана Северо-Шотландского нагорья.

## Ранняя жизнь
Джон Синклер, мастер Кейтнесс, был старшим сыном Джорджа Синклера, 4-го графа Кейтнесса (? — 1582), и его жены, леди Элизабет Грэм, дочери Уильяма Грэма, 2-го графа Монтроза.

## Мастер Кейтнесса

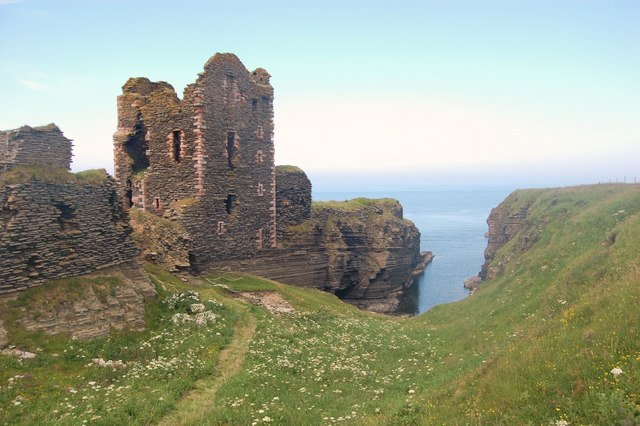
Замок Синклер Гирниго, Кейтнесс

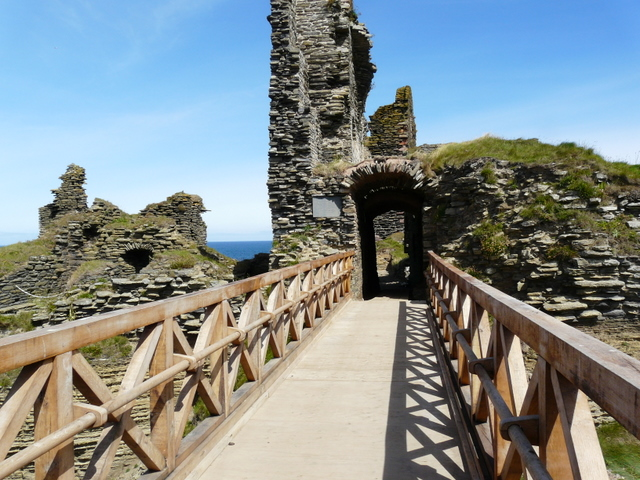
Пешеходный мост в замок Синклер Гирниго

Джон Синклер, мастер Кейтнесс, получил королевскую грамоту на графство Кейтнесс и его наследники мужского пола от 2 октября 1545 года.
В июле 1569 года мастер Кейтнесс осаждал лорда Олифанта и его слуг в течение 8 дней в Старом Уике или замке «Олдвик» недалеко от Уика.
Его отец, Джордж Синклер, 4-й граф Кейтнесс, враждовал с графом Сазерлендом и Мюрреями из Аберскросса, что привело к битве при Торран-Рое в 1570 году, где Кейтнесс был первоначально побежден, но вернулся, чтобы осадить Мюрреев в Дорнохе, где некоторые из них впоследствии были обезглавлены. Джон Синклер, мастер Кейтнесс, позже был заключен в тюрьму своим отцом за то, что заключил мир с Мюрреями.
Мастер Кейтнесс скончался в замке Синклер Гирниго в 1576 году , и это, по-видимому, было вызвано голодом и паразитами. Человек по имени Мердок Рой был обвинен графом Кейтнессом в планировании побега магистра Кейтнесса, и впоследствии Рой был повешен. По словам Ролана Сен-Клера, мастеру Кейтнесса отказывали в еде в течение нескольких дней, затем ему давали обильно соленую говядину. Это вызвало сильную жажду, но ему отказали в воде и оставили умирать в агонии. Его останки были захоронены в «Проходе Синклера» на кладбище Уика, которое его отец построил несколько лет назад. Надпись над его могилой гласила: «Здесь покоится погребенный благородный и достойный человек, Джон, мастер Кейтнесс, который покинул эту жизнь 15 марта 1576 года».

## Семья
В 1543 году Джон Синклер, мастер Кейтнесс, получил от Марии, королевы Шотландии, грамоту, по которой графство Кейтнесс стало собственностью для него и его наследников мужского пола. Он женился на Джин Хепберн (? — 1599), дочери Патрика Хепберна, 3-го графа Ботвелла (1512—1556), и Агнес Синклер (? — 1572/1575). У супругов были следующие дети:
- Джордж Синклер, 5-й граф Кейтнесс (1566—1643), старший сын и преемник отца.
- Джеймс Синклер, 1-й из Муркла, который женился на Элизабет Стюарт, третьей дочери Роберта Стюарта, 1-го графа Оркнейского (1543—1593). Он получил хартию на земли Халкро, Оркнейские острова, и был назван мастер Кейтнесса[2].
- Джон Синклер, 1-й из Гринланда и Раттара.
- Агнес Синклер
- Генри Синклер, незаконнорожденный сын, который женился на Джанет Сазерленд и родил сына Джона, который, вероятно, является предком Синклеров из Лайбстера. Генри Синклер сопровождал Джорджа, графа Кейтнесса, в экспедиции в Оркнейские острова, где, во время осады замка Керкуолл, он умер в плохом состоянии здоровья.

По словам Хендерсона, историк по имени Дуглас дает мастеру Кейтнесса ещё одного законного сына по имени Дэвид, но это ошибка. Тем не менее, Хендерсон подтверждает, что этот Дэвид Синклер был лэрдом Стиркока, который происходил от незаконнорожденного сына Джорджа Синклера, 5-го графа Кейтнесса, и который был отцом Джордж Синклер который был убит во время экспедиции в Норвегия в 1612 году. По словам Роланда Сен-Клера, Дэвид Синклер был естественное (незаконнорожденный) сын мастера Кейтнесса, который приобрел Стиркок в 1587 году и был узаконен в 1588 году. Он оставил сына Джона, который был убит в Турсо в 1612 году. У него также остался также сын, полковник Джордж Синклер, попал в засаду в Норвегии.